# Shekh Ali (huyện)
Shekh Ali là một huyện thuộc tỉnh Parvan, Afghanistan. Dân số thời điểm năm 1999 là 27,731 người.